# Brygada Landsturmu Schmiedecke
Brygada Landsturmu Schmiedecke (niem. Landsturm-Brigade Schmiedecke) – brygada niemieckiego pospolitego ruszenia Landsturm.
Była samodzielną brygadą w składzie Korpusu Landsturmu Breslau.
Brała udział w działaniach zbrojnych frontu wschodniego I wojny światowej. 